# 윤선 추담문집 목판 및 윤탁 구산문집 목판
윤선 추담문집 목판 및 윤탁 구산문집 목판(尹銑 秋潭文集 冊板 및 尹倬 龜山文集 冊板)은 대한민국 경상남도 합천군에 있는, 조선 선조 때의 문신인 추담 윤선(尹銑,1559-1640)과 무신인 구산 윤탁(尹鐸,1554-1593)선생의 문집책판이다. 1982년 8월 2일 경상남도의 유형문화재 제210호 추담선생문집책판및 구산선생문집책판으로 지정되었다가, 2018년 12월 20일 현재의 명칭으로 변경되었다.

## 개요
이 책판은 조선 선조 때의 문신인 추담 윤선(尹銑,1559-1640)과 무신인 구산 윤탁(尹鐸,1554-1593)선생의 문집 책판이다.
윤선은 1588년 문과에 급제하여 선조, 광해군 양대에 걸쳐 대사간, 대사성, 도승지 등을 역임하였다. 1592년 임진왜란이 터진 소식을 고향에서 듣고 즉시 상경하였는데 선조가 이미 의주로 떠나자 쫓아가기도 했다.
윤탁은 윤선의 사촌형이며, 선조 18년(1585)에 무과에 급제하여 훈련원부정이 되었다. 임진왜란이 일어나자 곽재우 장군과 함께 의병을 일으켰으며, 선조 26년(1593)에 진주성싸움에서 김천일, 최경회 등과 함께 온몸을 던져 싸우다가 전사하였다. 그가 죽은 후 병조판서에 추증되었으며, 선무원종공신 1등에 올랐다.
이『추담집』은 3권 2책으로 구성되었으며,『구산집』은 2권 1책이다. 구음재 보호각에는 추담선생 문집책판 및 구산선생 문집책판 86매를 보관하고 있다.

## 참고 문헌
- 윤선 추담문집 목판 및 윤탁 구산문집 목판 - 국가유산청 국가유산포털